# Ivan Ivanovič Martinov
Ivan Ivanovič Martinov (Perewolotschna, 1771 — São Petersburgo, 20 de outubro de 1833), em russo: Иванъ Ивановичъ Мартыновъ, também transliterado como Ivan Ivanovich Martynov ou traduzido para Jean Martinoff, foi um professor universitário russo que se notabilizou como filólogo clássico e botânico, especializado em espermatófitas.

## Biografia
Ivan Martynov, filho de um sacerdote ortodoxo russo, frequentou o Seminário de Poltava (graduado em 1788) e depois estudou na Academia Teológica de São Petersburgo, juntamente com Mikhail Mikhailovich Speransky e Pyotr Andreevich Slovtsov (graduado em 1792). Trabalhou depois como professor de grego clássico. Depois, ensinou também gramática latina, poesia e retórica. Em seguida, entrou ao serviço da Chancelaria do Colégio dos Negócios Estrangeiros do governo de São Petersburgo. Em 1796, começou a publicar o jornal Musa (russo: «Муза», 1796), no qual colaboravam Gavriil Romanovich Derzhavin, Mikhail Mikhailovich Speransky, Nikolai Alexandrowitsch Lwow (o Príncipe Lvov), Pyotr Andreevich Slovtsov e outros.
Em 1797, Martynov foi nomeado professor de língua russa e geografia no Instituto Smolny para raparigas nobres. Em nome de Nikolai Nikolayevich Novosiltsev e Alexander Sergeyevich Stroganov, Martynov produziu muitas traduções. Em 1803, tornou-se diretor do Ministério da Educação Nacional. Promoveu a fundação de muitas instituições de ensino, incluindo o Instituto de Pedagogia, onde proferiu uma conferência sobre estética.
Em 1804-1805, publicou as revistas mensais Severny Vestnik (russo: «Северный вестник», 1804—1805; Gazeta do Norte) e Lyceum (russo: «Лицей», 1806; Liceu). Em 1806, redigiu um contrato social sobre censura.
A obra mais importante de Martynov foi o dicionário de terminologia e nomenclatura botânica publicado em 1820. A obra intitulada «Техно-ботанический словарь на латинском и российском языках, составленный Иваном Мартыновым» («Dicionário tecno-botânico em latim e russo, compilado por Ivan Martynov»), é um glossário de termos botânicos em latim e em língua russa. Utilizou a terminologia latina e russa com base na língua francesa. Na nova edição da obra, em 1990, a autoria de alguns taxa de alto nível foi alterada a favor de Martynov. 
O nome de Martynov é ostentado nas famílias de plantas Asteraceae Martinov, embora por decisão do ICBN esteja atualmente atribuída a Friedrich von Berchtold e Karel Bořivoj Presl, Avenaceae Martinov, considerada hoje um sinónimo taxonómico de Poaceae, Andropogonaceae Martinov, hoje também considerada um sinónimo de Poaceae, Prunaceae Martinov, atualmente considerado um sinónimo de Rosaceae, e Zingiberaceae Martinov
Em 1823-1829, Martynov publicou 26 volumes de traduções das obras dos clássicos gregos Sófocles, Homero, Heródoto, Píndaro e outros. Acrescentou extensas explicações históricas e filológicas às traduções. Traduziu os versos para prosa, com exceção dos versos de Anacreonte, que traduziu para verso branco.

## Famílias de plantas descritas por Martynov
- Andropogonaceae Martinov Tekhno-Bot. Slovar (dup.) 28. 1820
- Avenaceae Martinov Tekhno-Bot. Slovar (dup.) 60. 1820
- Lamiaceae Martinov, nom. cons. Tekhno-Bot. Slovar 355. 1820
- Prunaceae Martinov Tekhno-Bot. Slovar 511. 1820.[9]
- Zingiberaceae Martinov, nom. cons. Tekhno-Bot. Slovar 682. 1820
- Phyllanthaceae Martinov, Tekhno-bot. Slovar. 1820 — O nome foi devolvido na sequência de um estudo filogenético efectuado em 2006 e da separação des agrupamento da família das Euphorbiaceae.[10]